# Sadzenie
Sadzenie – czynność agrotechniczna w sadownictwie, ogrodnictwie, leśnictwie, polegająca na umieszczaniu sadzonek drzew, krzewów lub roślin  w ziemi na obszarze przeznaczonym pod sad, plantację, park, zalesienie lub odnowienie lasu. Sadzonki przeznaczone do sadzenia są wcześniej wyjęte z gleby w szkółce lub z samosiewu.
Sposoby sadzenia

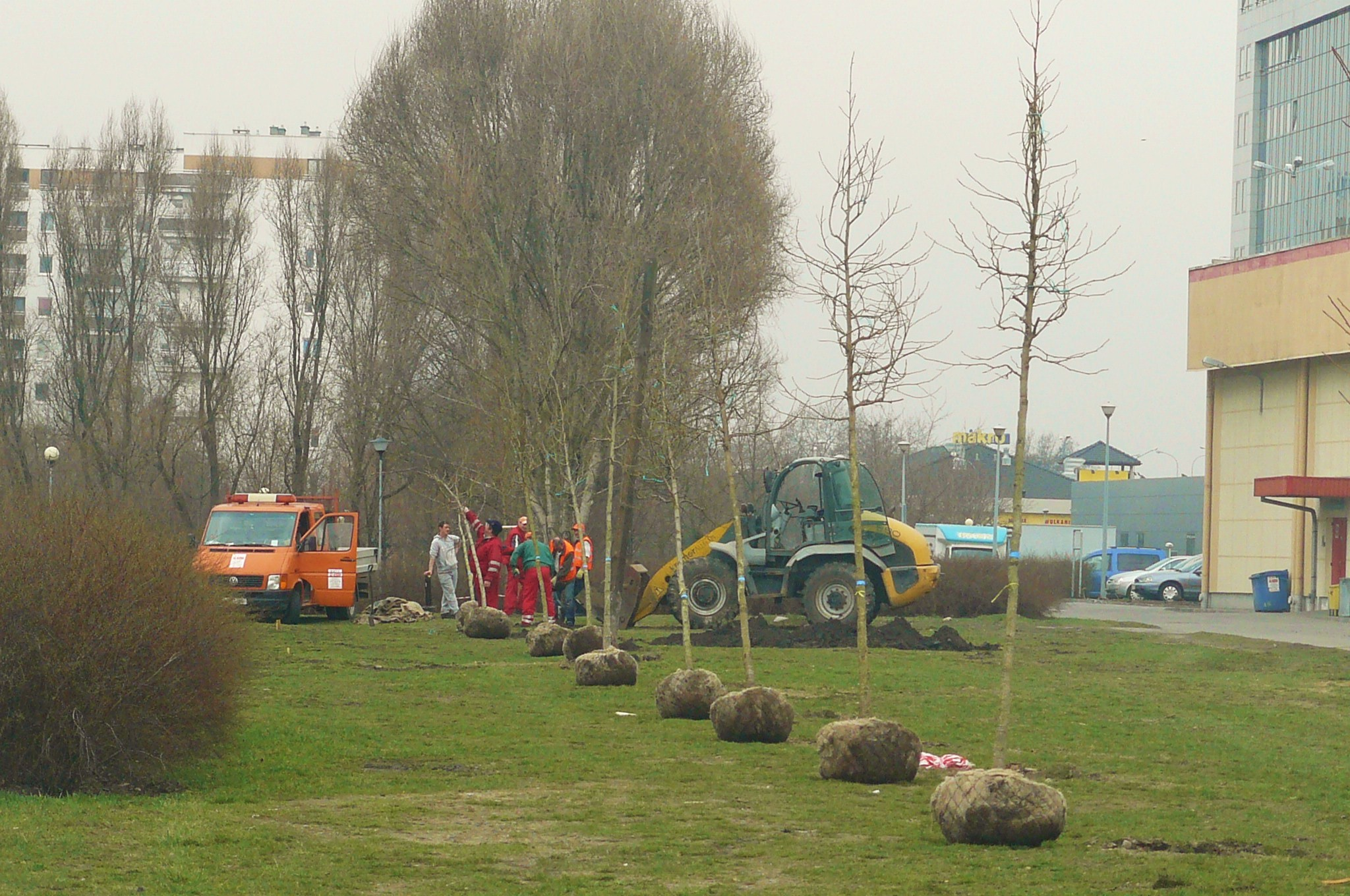
Sadzenie sadzonek z bryłką

- ręcznie przy użyciu: motyki, szpadla, kostura sadzarskiego, dołownika itp. narzędzi
- mechanicznie przy użyciu sadzarek
- mechaniczno-ręczne

Rodzaje sadzenia
- sadzenie kątowe
- sadzenie pod darń
- sadzenie pod motykę
- sadzenie sadzonek z kontenera
- sadzenie świdrem
- sadzenie w bruzdach[2]
- sadzenie w dołki
- sadzenie w jamkę
- sadzenie w jamkę z kopczykiem
- sadzenie w szparę
- sadzenie z bryłką